# Задача про поширення тепла в ізотропному твердому тілі

## Фізична інтерпретація задачі
Ізотропне тіло — тіло, властивості якого однакові в усіх напрямках.
Нехай {\displaystyle U(x,t)} — температура тіла в точці {\displaystyle x} в момент часу {\displaystyle t}. Якщо різні частини тіла знаходяться при різній температурі, то в тілі виникають теплові потоки і рух тепла відбувається від більш нагрітих частин тіла до менш нагрітих.

## Рівняння поширення тепла в твердому ізотропному тілі
Згідно із законом Фур'є кількість теплоти {\displaystyle \Delta Q}, що проходить через елемент поверхні {\displaystyle \Delta S} за час {\displaystyle \Delta t} в напрямку нормалі {\displaystyle {\vec {n}}} виражається формулою:
```

  

    

      

        
Δ

        
Q

        
=

        
−

        
k

        
 

        

          

            

              
∂

              
U

            

            

              
∂

              

                

                  

                    
n

                    
→

                  

                

              

            

          

        

        
Δ

        
S

        
Δ

        
t

        
,

      

    

    
{\displaystyle \Delta Q=-k\ {\frac {\partial U}{\partial {\vec {n}}}}\Delta S\Delta t,}

  

```

де {\displaystyle k>0} — коефіцієнт теплопровідності. Коефіцієнт {\displaystyle k} характеризує здатність тіла проводити тепло. Оскільки тіло ізотропне, {\displaystyle k} не залежить від напрямку нормалі, то {\displaystyle k(x)=k}.
{\displaystyle q_{n}=-k\ {\frac {\partial U}{\partial {\vec {n}}}}} — кількість тепла, яка проходить через одиницю поверхні за одиницю часу,
{\displaystyle q_{n}} — тепловий потік в напрямку нормалі.
{\displaystyle {\vec {q}}=-k\ {\overrightarrow {grad}}(U),{\vec {q}}} — вектор теплового потоку, який вказує те, що тепло поширюється в напрямку найбільшого спадання температур.
За наслідком закону збереження енергії або частинним випадком першого закону термодинаміки: {\displaystyle \Delta U=Q} — зміна внутрішньої енергії системи дорівнює кількості переданого їй тепла, при цьому
{\displaystyle \Delta U=c\ m\ \Delta t} — кількість тепла, яку необхідно надати тілу масою {\displaystyle m} з питомою теплоємністю {\displaystyle c}, щоб підняти його температуру на {\displaystyle \Delta U} градусів: {\displaystyle \Delta U=U(x,t_{2})-U(x,t_{1}),0\leq t_{1}<t_{2}} .
{\displaystyle \Delta U=c\ m\ \Delta t} — рівняння теплового балансу для довільного об'єму G, обмеженого поверхнею S протягом часу {\displaystyle (t_{1};t_{2})}. Тепло в область G може потрапляти двома шляхами:
- Через поверхню S від іншої частини тіла, тоді кількість тепла: {\displaystyle Q_{1}=-\int _{t_{1}}^{t_{2}}dt\,\int _{S}k{\frac {\partial U}{\partial {\vec {n}}}}\ ds=\int _{t_{1}}^{t_{2}}dt\,\int _{G}div({\overrightarrow {grad}}(U))\ d\tau ,}

де {\displaystyle d\tau } — елементарний об'єм, {\displaystyle {\vec {n}}} — внутрішня нормаль області G.
- Тепло може виділятися в області за рахунок дії теплових джерел:

{\displaystyle Q_{2}=\int _{t_{1}}^{t_{2}}dt\,\int _{G}f(x,t)\ d\tau ,} де {\displaystyle f(x,t)}— об'ємна густина джерел — кількість тепла, яка виділяється або поглинається в одиниці об'єму за одиницю часу.
Тоді {\displaystyle Q_{1}+Q_{2}} — надходження тепла в область {\displaystyle G}.
За рахунок надходження тепла в область {\displaystyle G} температура його точок підвищується на величину {\displaystyle {\mathcal {4}}U} за проміжок часу {\displaystyle (t_{1};t_{2}).} За формулою кількості тепла:
{\displaystyle Q_{3}=c\ m\ \Delta U=\int _{G}c\rho \ [U(x,t_{2})-U(x,t_{1})]d\tau =\int _{t_{1}}^{t_{2}}dt\int \rho c\ {\frac {\partial U}{\partial t}}d\tau .}
З рівняння теплового балансу {\displaystyle Q_{1}+Q_{2}=Q_{3}} маємо: 
{\displaystyle \int _{t_{1}}^{t_{2}}dt\,\int _{G}div({\overrightarrow {grad}}(U))\ d\tau +\int _{t_{1}}^{t_{2}}dt\,\int _{G}f(x,t)\ d\tau =\int _{t_{1}}^{t_{2}}dt\int \rho c\ {\frac {\partial U}{\partial t}}d\tau }
{\displaystyle \int _{t_{1}}^{t_{2}}dt\,\int _{G}\left(div({\overrightarrow {grad}}(U))+f(x,t)-\rho c\ {\frac {\partial U}{\partial t}}\right)d\tau =0}
Тоді рівняння поширення тепла в твердому ізотропному тілі:
{\displaystyle \rho c\ {\frac {\partial U}{\partial t}}=div({\overrightarrow {grad}}(U))+f(x,t)}
Якщо тіло однорідне, то всі характеристики сталі: {\displaystyle k=const,\rho =const,c=const,} тоді {\displaystyle {\frac {\partial U}{\partial t}}=a^{2}\Delta U+{\frac {f}{\rho \ c}},} де {\displaystyle a^{2}={\frac {k}{\rho \ c}}} — коефіцієнт теплопровідності.
Інший вигляд цього рівняння: {\displaystyle \Delta U-{\frac {1}{a_{2}}}{\frac {\partial U}{\partial t}}=-{\frac {f}{k}}}

## Частинні випадки рівняння
Якщо тепловий потік стаціонарний, тобто температура не змінюється з часом, тоді:
{\displaystyle \Delta U=-{\frac {f}{k}}} — рівняння Пуассона.
Якщо при цьому відсутні теплові джерела, то {\displaystyle f=0} і
{\displaystyle \Delta U=0} — рівняння Лапласа.

## Крайові та початкові умови для рівняння
Для однозначного опису процесу поширення тепла необхідно задати тепловий режим на початку процесу (початкові умови) й умови теплообміну на межі області (крайові умови).
Початкова умова задає розподіл температури в момент часу {\displaystyle t=0}: {\displaystyle U(x,0)=\phi (x)}
Крайова умова задається на межі області {\displaystyle \Omega -\partial \Omega }.
Крайова умова може задаватися такими способами:
1. {\displaystyle U{\big |}_{x\in \partial \Omega }=W(x),} якщо межа тіла {\displaystyle \partial \Omega } має сталу температуру.
2. {\displaystyle {\frac {\partial U}{\partial {\vec {n}}}}{\Big |}_{x\in \partial \Omega }={\frac {q(t)}{k}},} якщо всередину тіла через його поверхню надходить заданий тепловий потік {\displaystyle q(t)}. Частинний випадок, якщо {\displaystyle q(t)=0}, то {\displaystyle {\frac {\partial U}{\partial {\vec {n}}}}{\Bigg |}_{x\in \partial \Omega }=0.}
3. Випадок, коли на межі області відбувається теплообмін з навколишнім середовищем заданої температури:

{\displaystyle \left({\frac {\partial U}{\partial {\vec {n}}}}+h(U-U_{0})\right){\Bigg |}_{x\in \partial \Omega }={\frac {q(t)}{k}},} ,
де {\displaystyle U_{0}} - температура навколишнього середовища;
{\displaystyle \alpha } - коефіцієнт зовнішньої теплопровідності;
{\displaystyle q} -кількість тепла, яка проходить через область одиничної площі за одиницю часу.

## Постановка задачі про поширення тепла в ізотропному твердому тілі
Таким чином, задача про поширення тепла в ізотропному твердому тілі полягає у знаходженні розв'язку рівняння теплопровідності {\displaystyle \rho c\ {\frac {\partial U}{\partial t}}=div({\overrightarrow {grad}}(U))+f(x,t)}, який задовольняє початкову умову {\displaystyle U(x,0)=\phi (x)} і одну з крайових умов {\displaystyle U{\big |}_{x\in \partial \Omega }=W(x),{\frac {\partial U}{\partial {\vec {n}}}}{\Big |}_{x\in \partial \Omega }={\frac {q(t)}{k}}} або {\displaystyle \left({\frac {\partial U}{\partial {\vec {n}}}}+h(U-U_{0})\right){\Bigg |}_{x\in \partial \Omega }={\frac {q(t)}{k}}.}